# Богуцкий, Мусий Кириллович
Мусий (Моисей) Кириллович Богуцкий (укр. Мусій Кирилович Богуцький; 10 сентября 1920, Одесса — 13 декабря 1982, Киев) — советский писатель и критик. Писал на украинском языке. Участник Великой Отечественной войны. Член КПСС (1951) и Союза писателей СССР (1963).

## Биография

Могила Богуцкого

Родился 10 сентября 1920 года в Одессе. Мать скончалась в 1939 году, а весной 1941 года — отец. Младший брат — Василий Богуцкий (1937—2003), работал журналистом в Крыму.
Участник Великой Отечественной войны, воевал под Москвой и Сталинградом.
Окончил Одесский педагогический институт (1947) и аспирантуру Киевского университета (1951). Писал литературно-критические статьи, рецензировал произведения украинской литературы. Работал редактором в издательстве «Советский писатель», заведующим отдела критики в журналах «Днепр» и «Советская Украина», литературным работником в газете «Советский Крым» и «Вечерний Киев».
С 1951 года — член КПСС, с 1963 года — член Союза писателей СССР. Работал в Обществе книголюбов Украины. Преподавал на кафедре украинской литературы Крымского государственного педагогического института имени М. В. Фрунзе в Симферополе. Вместе с Иваном Неходой участвовал в создании Крымской организации Союза писателей Украины.
Опубликовал очерк о поэте Андрее Малышко «Звонкое слово поэта» (1962). Автор сборников статей Андрея Малышко и Михаила Стельмаха. Написал сценарий к документальному фильму про Владимира Сосюру «Так никто не любил» (1968).
Скончался 13 декабря 1982 года в Киеве. Похоронен на Байковом кладбище.

## Награды
- Медаль «За боевые заслуги» (1943)[6].